# 第20戦闘航空団
第20戦闘航空団(ドイツ語: Jagdgeschwader 20)は、ドイツ空軍の戦闘航空団の一つ。

## 概要

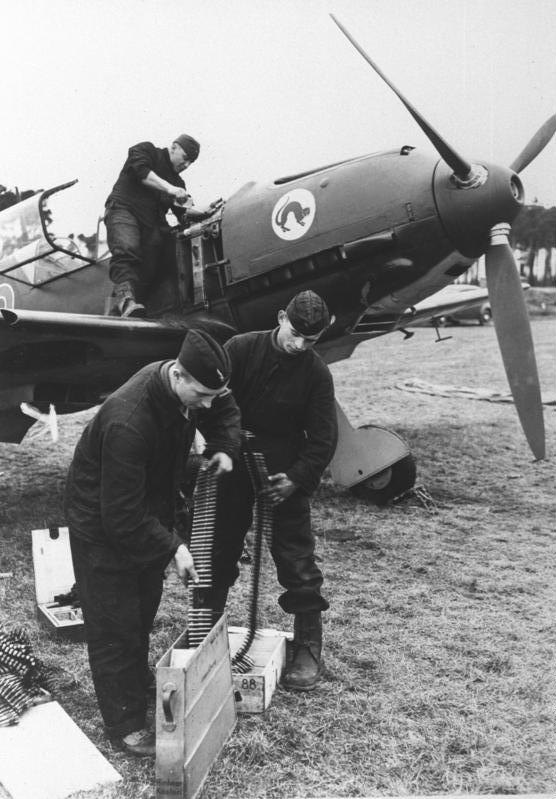
第20戦闘航空団第2飛行中隊のメッサーシュミットBf109 E-1を整備する兵士

第20戦闘航空団(JG20)は第二次世界大戦初期に運用された。1939年7月15日にダルゴウ＝デーベリッツで組織されたが、当初は一つの飛行隊とそれに属する二つの飛行中隊で成っていた。11月5日に第3飛行中隊がブランデンブルクで設立され、加えられている。
1940年7月4日にJG20唯一の飛行隊が第51戦闘航空団の第III飛行隊に再編されたため、JG20は消滅した。

## 歴代の指揮官
- ジークフリート・レーマン少佐 (1939年7月 - 1939年9月18日)
- ハンネス・トラウトロフト（英語版）大尉 (1939年9月19日 - 1940年7月4日)